# 화환곱
군론과 반군론에서 화환곱(花環-, 영어: wreath product)은 군이나 반군의 작용이 갖추어진 집합에 대한 합성 연산이다.

## 정의
반군 {\displaystyle G}가 오른쪽에서 작용하는 집합 {\displaystyle A}와 반군 {\displaystyle H}가 오른쪽에서 작용하는 집합 {\displaystyle B}가 주어졌다고 하자.
그렇다면, 집합 {\displaystyle G^{B}\times H} 위에 다음과 같은 반군 구조를 줄 수 있다.
{\displaystyle \left((g_{b})_{b\in B},h\right)\cdot \left((g'_{b})_{b\in B},h'\right)=\left((g_{b}g'_{b\cdot h})_{b\in B},hh'\right)}
이 반군은 {\displaystyle A\times B} 위에 다음과 같이 자연스럽게 작용한다.
{\displaystyle (a,b)\cdot \left((g_{b'})_{b'\in B},h\right)=(a\cdot g_{b},b\cdot h)}
이를 {\displaystyle (G,A)}와 {\displaystyle (H,B)}의 화환곱이라고 하며,
{\displaystyle (G,A)\wr (H,B)}
로 표기한다.

## 성질
화환곱은 결합 법칙을 따른다. 즉, 반군 작용이 갖추어진 집합 {\displaystyle (G,A)}, {\displaystyle (H,B)}, {\displaystyle (K,C)}이 주어졌을 때
{\displaystyle (G,A)\wr \left((H,B)\wr (K,C)\right)\cong \left((G,A)\wr (H,B)\right)\wr (K,C)}
이다.
화환곱 {\displaystyle (G_{1},A_{1})\wr \cdots \wr (G_{k},A_{k})}에서, 모든 {\displaystyle G_{i}}가 군을 이룬다면, 그 화환곱 역시 군을 이룬다.
크라스너-칼루주닌 매장 정리(영어: Krasner-Kaloujnine embedding theorem)에 따르면, 군의 짧은 완전열
{\displaystyle 1\to N\to G\to Q\to 1}
가 주어졌고, 각 군은 스스로 위에 작용한다고 여겼을 때, {\displaystyle N\wr Q}는 {\displaystyle G}를 부분군으로 가진다. 반군의 경우, 위와 유사한 크론-로즈 정리(영어: Krohn–Rhodes theorem)가 존재한다.